# اغتيال الشخصية

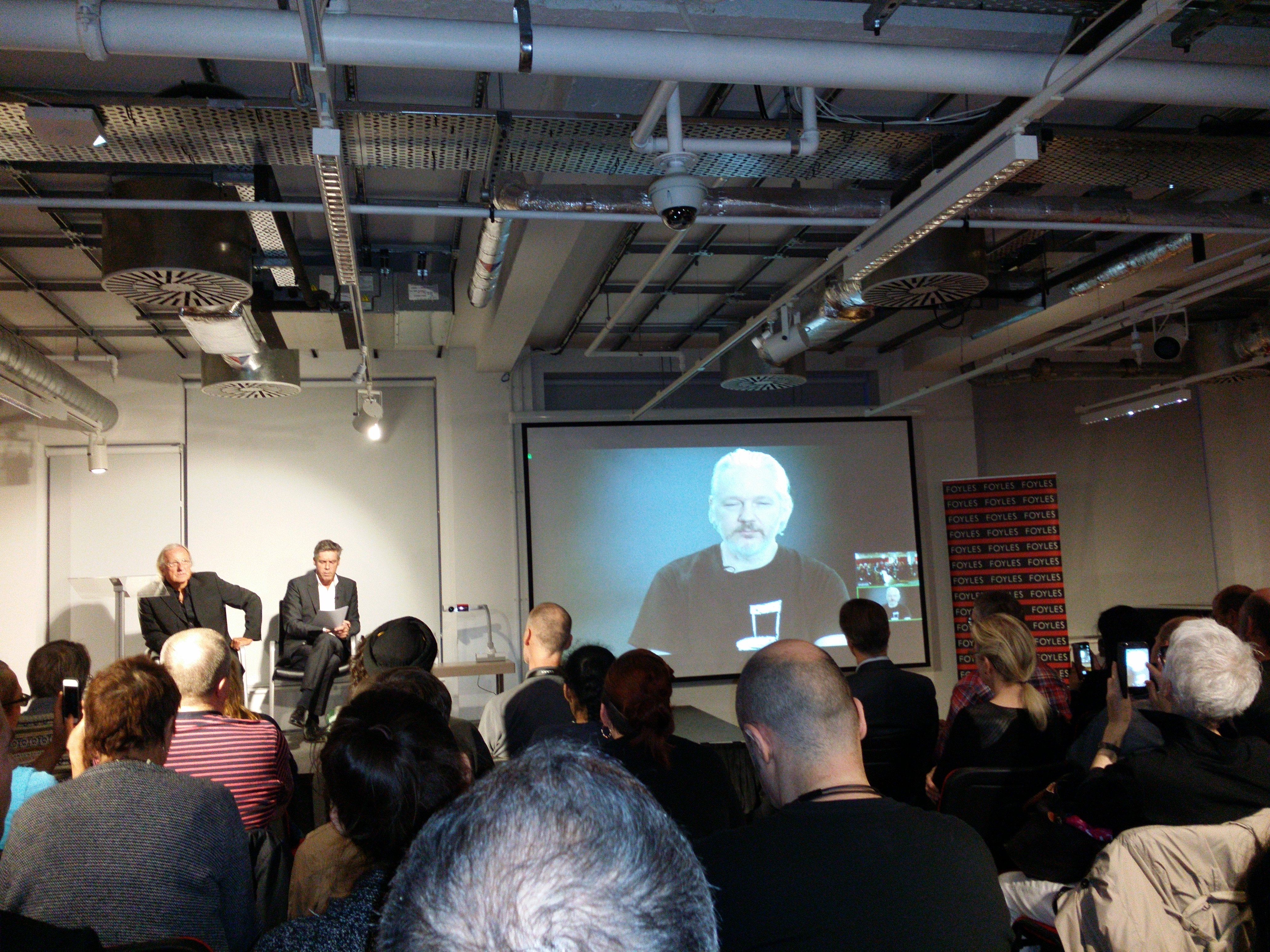

اغتيال الشخصية (بالإنجليزية: Character assassination)‏ هي عملية متعمدة ومستمرة تهدف لتدمير مصداقية وسمعة شخص أو مؤسسة أو منظمة أو مجموعة اجتماعية أو أمة. ويستخدم وكلاء أو عملاء اغتيال الشخصية مزيجًا من الطرق المفتوحة والخفيفة لتحقيق أهدافهم، مثل رفع الاتهامات الكاذبة، وزرع الشائعات وتعزيزها، والتلاعب بالمعلومات.
اغتيال الشخصية هو محاولة لتشويه سمعة الشخص. وقد ينطوي على المبالغة أو تضليل نصف الحقائق أو التلاعب بالحقائق لتقديم صورة غير صحيحة للشخص المستهدف. بل هو شكل من أشكال التشهير ويمكن أن يكون شكلا من أشكال الشخصنة.
أما بالنسبة للأفراد الذين يتم استهدافهم في محاولات اغتيال الشخصية، فقد يؤدي ذلك إلى رفضهم من قبل مجتمعهم أو أسرهم أو أفراد في حياتهم أو بيئة عملهم. وكثيرا ما يصعب عكس أو تصحيح هذه الأعمال، وتشبه العملية عملية الاغتيال الاحترافي للحياة البشرية. ويمكن أن تستمر الأضرار لآخر العمر، أو للرموز التاريخية، لعدة قرون بعد وفاتهم.
أصبحت عبارة «اغتيال الشخصية» مصطلحا متداولا منذ حوالي العام 1930. هذا المفهوم، قدمه عالم الاجتماع جيروم ديفيس باعتباره موضوعًا للدراسة العلمية، في مجموعة من المقالات التي تكشف عن مخاطر حملات التشهير السياسية. بعد ستة عقود، أعاد «إيريك شيراييف» تجديد المصطلح وإعادة إحياء الاهتمام الأكاديمي من خلال معالجة ومقارنة مجموعة متنوعة من أحداث اغتيال الشخصية التاريخية. 

## النرجسية وعلاقتها بالسعي إلى اغتيال الشخصية
وفقا لتوماس، اغتيال الشخصية هو محاولة منعمدة ومقصودة عن وعي أو عن غير وعي عادة ماتكون من قبل نرجسي، تكون وراءها حالة مرضية تسمى عتمادية مشتركة.
قد يفعل النرجسي ذلك ضد أشخاص معينين للتأثير على صورة أو سمعة شخص ما وتشويهها بشكل مفرط، بطريقة تهدف إلى جعل الآخرين يبنون تصورات سلبية للغاية أو غير جذابة ضد الشخص المستهدف. وغالبا ما ينطوي ذلك على مبالغة متعمدة والتلاعب بالحقائق وتزييفها، بنشر الشائعات والأكاذيب والتضليل المتعمد، لتقديم صورة غير صحيحة للشخص المستهدف، ووضعه تحت نقد لاذع  أو استخفاف غير مبرر، قد ينحو إلى التحريض والعنف والإقصاء ومحاولة المس بمعنوياته.

## في النظام الشمولي
إن التأثير المترتب على اغتيال شخصية يقودها شخص ما لا يعادل تأثير الحملة التي تقودها الدولة. إن تدمير السمعة تحت رعاية الدولة، والذي تعززه الدعاية السياسية والآليات الثقافية، من الممكن أن يخلف عواقب على المدى البعيد.
ومن أولى علامات امتثال المجتمع لتخفيف الزمام عن ارتكاب الجرائم (بل وحتى المذابح) دون عقاب، عندما تفضل حكومة ما حملة تهدف إلى تدمير كرامة وسمعة خصومها، أو تشجع مباشرة تلك الحملة، ويقبل الجمهور ادعاءاتها دون شك. التعبئة من أجل تخريب سمعة الخصوم هي مقدمة لتعبئة العنف من أجل القضاء عليهم. وبوجه عام، سبق تجريد الضحايا من الصفة الإنسانية رسميًا، وكذلك الاعتداء البدني.

## الجمعية الدولية لدراسة اغتيال الشخصية
وتتخصص الجمعية الدولية لدراسة اغتيال الشخصيات في الدراسة الأكاديمية والبحوث المتعلقة بكيفية تنفيذ هجمات واغتيالات الشخصيات في التاريخ وفي العصور المعاصرة. في يوليو/تموز 2011، اجتمع علماء من تسع دول في جامعة هايدلبرغ بألمانيا لمناقشة «فن التشهير والتشهير في التاريخ واليوم»، وشكلوا مجموعة لدراسة اغتيال الشخصيات على مر العصور. وكان من بين هذه المجموعة «المؤرخون، والعلماء السياسيون، وعلماء النفس السياسيين».